# Pratt & Whitney Canada PW100
El Pratt & Whitney Canada PW100 és un conjunt de motors d'aviació tipus turbohèlice amb una potència de 2.000 a 5.000 cv (1.500 a 3.700 kW) fabricat per Pratt & Whitney Canada. Aquests dissenys dominen el mercat d'avions de passatger regionals amb una quota de mercat el 2016 del 89% del motors turbohèlices.

## Especificacions
| Versió    | Thermo. ESHP | Mech. SHP | Prop. max. RPM | Alçada | Amplada | Longitud | Aplicació                                                         |
| --------- | ------------ | --------- | -------------- | ------ | ------- | -------- | ----------------------------------------------------------------- |
| PW118     | 2.180        | 1.800     | 1.300          | 31 in  | 25 in   | 81 in    | Embraer 120                                                       |
| PW120     | 2.400        | 2.100     | 1.200          | 31 in  | 25 in   | 84 in    | ATR 42-300/320, Dash 8 Q100                                       |
| PW123/124 | 3.000        | 2.400     | 1.200          | 33 in  | 26 in   | 84 in    | Bombardier Dash 8 Q200/Q300, Canadair CL-215T/CL-415              |
| PW127     | 3.200        | 2.750     | 1.200          | 33 in  | 26 in   | 84 in    | ATR 42-400/500, ATR 72-210/500, CASA C-295, Il-114-100, Xian MA60 |
| PW150     | 6.200        | 5,000     | 1.020          | 44 in  | 30 in   | 95 in    | Dash 8 Q400                                                       |